# Wybory parlamentarne w Pakistanie w 2008 roku
Wybory parlamentarne w Pakistanie w 2008 roku – zostały przeprowadzone 18 lutego 2008.

## Tło polityczne
3 listopada 2007 prezydent Pervez Musharraf ogłosił stan wyjątkowy. Wybory parlamentarne pierwotnie miały zostać przeprowadzone 8 stycznia 2008. Przesunięcie wyborów było spowodowane udanym zamachem z 27 grudnia 2007 na przywódczynię Pakistańskiej Partii Ludowej – Benazir Bhutto.
| Partia                                    | % głosów | liczba mandatów |
| ----------------------------------------- | -------- | --------------- |
| Pakistańska Partia Ludowa                 | 32,69%   | 89              |
| Pakistańska Liga Muzułmańska N            | 20,64%   | 66              |
| Liga Muzułmańska Q                        | 23%      | 54              |
| Zjednoczony Ruch Narodowy                 | 7,59%    | 19              |
| Narodowa Partia Ludowa (ANP)              | 1,85%    | 10              |
| Zgromadzenie Kleru Islamskiego            | 1,28%    | 6               |
| Koalicja Muttahida Majlis-e-Amal Pakistan | 2,2%     | 5               |
| Pakistańska Liga Muzułmańska              | 2,28%    | 1               |
| Partia Narodowa                           | -        | 1               |
| Pakistańska Liga Muzułmańska              | 0,29%    | 1               |
| Beludżyjska Narodowa Partia Ludowa        | 0,04%    | 1               |
| Nieobsadzone Mniejszości religijne        | -        | 10              |
| Suma                                      | 100%     | 340             |